# Canton de Sermaises
Le canton de Sermaises est une ancienne division administrative française du district de Pithiviers situé dans le département du Loiret.

## Histoire
Le canton est créé le 10 février 1790 sous la Révolution française et disparaît en 1801 (9 vendémiaire, an X) sous le Consulat.
Les communes du canton sont redistribuées dans deux cantons : Audeville, Engenville, Intville-la-Guétard, Montville, Morville, Pannecières,  Rouvres, Sermaises sont reversées dans le canton de Malesherbes, tandis que Guigneville et Sébouville sont reversées dans le canton de Pithiviers.

## Géographie
Le canton de Sermaises comprend les onze communes suivantes : Audeville, Engenville, Guigneville, Intville-la-Guétard, Montville, Morville, Pannecières, Rouvres, Sébouville, Sermaises, Thignonville.